# Morden (Babylon 5)
Morden este un personaj fictiv din universul serialului de televiziune science-fiction Babylon 5, interpretat de Ed Wasser. Este reprezentantul Umbrelor. Este un antagonist recurent în acest serial. 
Icarus, o navă spațială de cercetări științifice a Pământului găsește Umbrele pe Z'ha'dum și, din neatenție, le trezește din lunga lor hibernare. După aceea, Umbrele oferă echipajului o șansă de a accepta să lucreze cu ei. Morden este de acord să facă acest lucru și devine legătura dintre Umbre, Republica Centauri și guvernul președintelui Clark pe Pământ. Alții care refuză, precum Anna Sheridan, sunt fie omorâți în mod direct, fie luați și conectați la navele Umbrelor pentru a acționa ca unități centrale de procesare. Umbrele construiesc un complex la suprafață pentru a găzdui acei oameni care au fost de acord să ajute Umbrele, printre care și Morden.
Când Umbrele află că Anna Sheridan este conectată la navele Umbrelor, o îndepărtează și o trimite pe Babylon 5 pentru a-l readuce pe John Sheridan în lumea de origine a Umbrelor în episodul Z'ha'dum. Sheridan descoperă că Anna a fost conectată la navele Umbrelor și că personalitatea ei a fost distrusă în acest proces. Când Umbrele încearcă să-l atace, el trage spre Umbra care se apropie și scapă într-un balcon cu vedere spre capitala Umbrelor. El a ordonat apoi naveiWhite Star să coboare prin dom în oraș cu cele două dispozitive nucleare la bord pentru a le detona. După ce a auzit vocea lui Kosh, Sheridan sare în groapa mare de sub balcon. Steaua Albă explodează, ucigând-o pe Anna Sheridan, rănindu-l pe Morden și distrugând capitala Umbrelor.
Morden apare apoi suferind din cauza radiațiilor nucleare, dar tehnologia avansată a Umbrelor începe să-i repare complet trupul. Este ucis în cele din urmă pe planeta Centauri. Totul are loc în ianuarie 2261, pe insula locală Selini, aflată în emisfera sudică a planetei Centauri, care a fost ocupată de forțele Umbrelor, care au stabilit o bază acolo pentru peste o sută de nave. Cu toate acestea, după moartea împăratului Cartagia, Molari a ordonat distrugerea bazei și insula a fost eliminată cu bombe nucleare bazate pe fuziune. După ce gărzile Umbre sunt gonite sau ucise cu arme Centauri de către soldații lui Molari, Morden este ucis. Așa cum i-a promis mai demult, Vir Cotto îi face cu mâna cadavrului lui Morden.